# Джеймс Бонд (орнітолог)
Джеймс Бонд (англ. James Bond; 1900—1989) — американський орнітолог.

## Діяльність орнітолога
Джеймс Бонд народився у Філадельфії, працював в Академії природничих наук того ж міста і був куратором тамтешньої колекції птахів. Він був експертом в області карибських видів птахів і опублікував в 1936 році перше видання книги  Birds of the West Indies  (Птахи Вест-Індії), яка і сьогодні вважається фундаментальною працею і доступна в п'ятому виданні (ISBN 0-00-219191 -1). До появи книги в 1998 році  A Guide to the Birds of the West Indies (Herbert Raffaele et al.)  (Путівник птахів Вест-Індії) книга Бонда була єдиною, де описувалася виключно карибська пташина фауна.
Бонд отримав медаль  Musgrave  інституту Ямайки (1952), медаль  Brewster  американського орнітологічного союзу (1954) і медаль  Leidy  Академії природничих наук (1975). Він помер в госпіталі  Chestnut Hill  міста Філадельфії у віці 89 років від тривалого ракового захворювання.

## Бонд як кіногерой
Ян Флемінг, старанно займався наглядом за птахами в той час, коли він жив на Ямайці, був знайомий з книгою Бонда і вибрав ім'я її автора для головного героя своєї історії «Казино „Рояль“», оскільки ім'я здалося йому настільки звичайним, наскільки це можливо. Флемінг писав дружині Бонда: «Я помітив, що це коротке, неромантичное, англосаксонське і, насамперед, чоловіче ім'я, було те, що було мені потрібно, і таким чином народився другий Джеймс Бонд». Частину твору Флемінг переробив в короткій історії For Your Eyes Only, де точно описав вигляд і поведінку під час токування вимпелохвостого колібрі (Trochilus polytmus).
У двадцятому фільмі Бондіани «Помри, але не зараз», таємний агент Джеймс Бонд потрапляє на Кубу як орнітолог, маючи при собі книгу справжнього Джеймса Бонда.
Особисте знайомство Яна Флемінга з Бондом відбулося 5 лютого 1964. Орнітолог відвідав письменника в його володінні Goldeneye на Ямайці. Як подарунок Ян Флемінг передав знавцеві птахів свій найновіший роман про Джеймса Бонда з такою присвятою — To the real James Bond from the thief of his identity (Справжньому Джеймсу Бонду від викрадача його особистості).

## Біографічні джерела
- Mary Wickham Bond: How 007 Got His Name. London, Collins. 62 S. 1966.